# Siniša Babić
Siniša Babić (in serbo Синиша Бабић?; Novi Sad, 13 febbraio 1991) è un calciatore serbo, centrocampista svincolato.

## Caratteristiche tecniche
Ala sinistra, può giocare come esterno d'attacco anche sulla fascia destra. Vanta 13 presenze nelle competizioni UEFA per club.